# Shida Kartli
Shida Kartli (in georgiano შიდა ქართლი?) è una regione (Mkhare) della Georgia.

## Suddivisione
La regione è suddivisa in 5 municipalità:
- Gori
- K'asp'i
- Kareli
- Java
- Khashuri

La parte settentrionale della municipalità di Java e i territori settentrionali di Kareli e Gori, (area totale di 1.393 km²) sono controllati dalle autorità dell'autoproclamata dell'Ossezia del Sud dal 1992. La città di Gori è sotto il controllo del governo della Georgia